# 자유와 직접민주주의 유럽

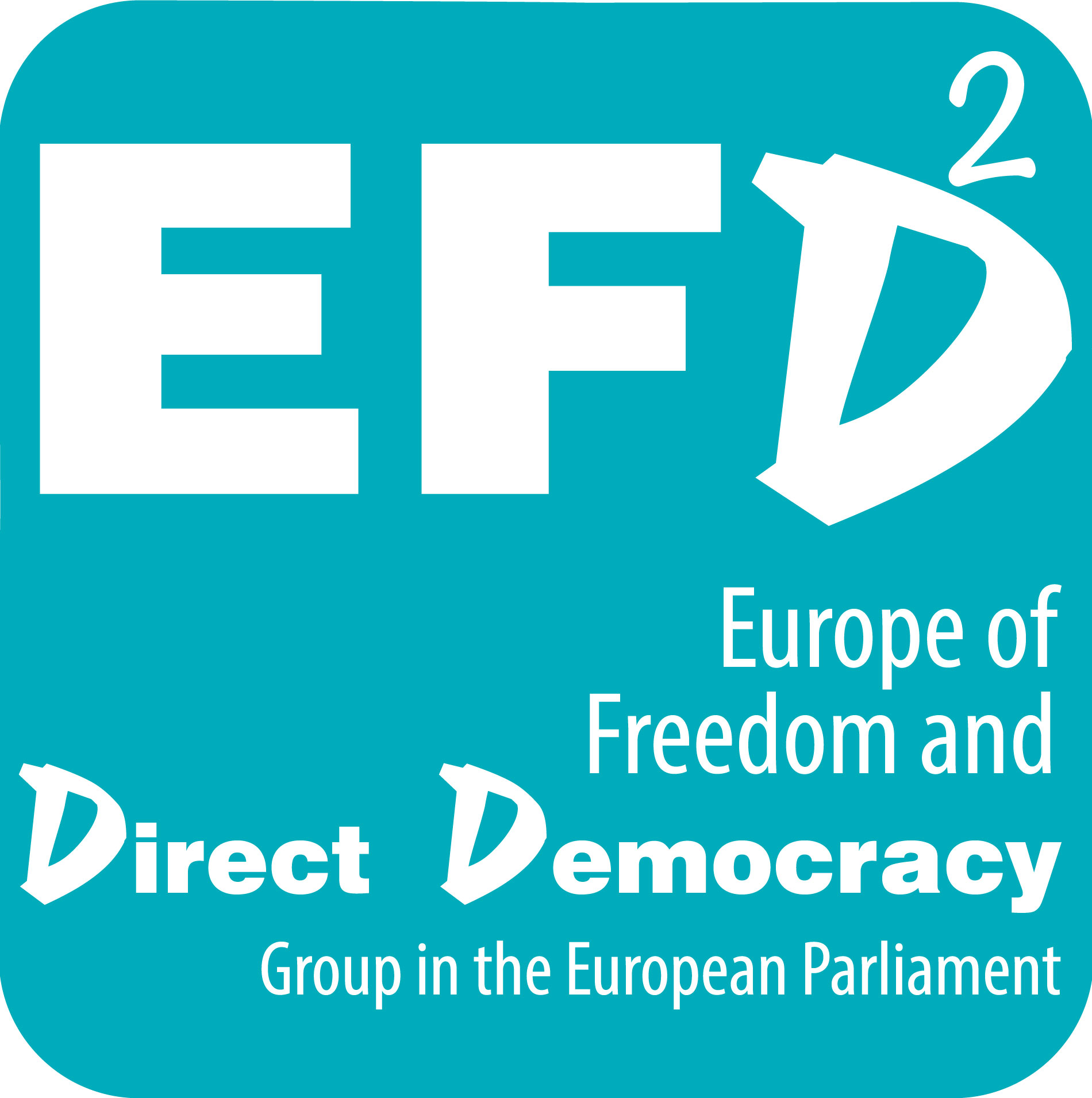

자유와 직접민주주의 유럽(영어: Europe of Freedom and Direct Democracy)은 유럽회의주의 성향의 유럽 의회 내 교섭단체이다.

## 회원 정당
- 독일 - 독일을 위한 대안
- 체코 - 자유시민당
- 이탈리아 - 오성운동
- 리투아니아 - 질서와 정의
- 폴란드 - 자유당
- 스웨덴 - 스웨덴 민주당
- 영국 - 영국 자유당, 사회민주당
- 프랑스 - 프랑스 애국당, 약진하는 공화국